# Stadion Ceramiki Opoczno
Stadion Ceramiki Opoczno – stadion piłkarski w Opocznie, w Polsce. Obiekt może pomieścić 4500 widzów. Swoje spotkania rozgrywają na nim piłkarze klubu Ceramika Opoczno (w latach 1996–2004 zespół ten występował w II lidze).